# Szymon Hirszowski
Szymon Hirszowski (właśc. Szymon Hirsz) pseud. Dziadek (ur. 11 marca 1900 w Drabiniance koło Rzeszowa, zm. 18 sierpnia 1958 w Katowicach) – działacz Bundu, KPP, ZPP, PPR i PZPR.

## Życiorys
Syn Arona Hirsza i Racheli z Kriegerów. 1914–1916 w Wiedniu, od końca 1916 w Rzeszowie. Od 1917 członek Żydowskiej Partii Socjaldemokratycznej (ŻPSD). W grudniu 1918 zorganizował pierwszą komórkę KPP w Rzeszowie. Po połączeniu ŻSPD z Bundem działał w Bundzie, a po rozłamie w Bundzie - w Komunistycznym Bundzie (z polecenia KPP). Przez kilka lat był sekretarzem Komitetu dzielnicowego KPP w Rzeszowie. Członek zarządu Powiatowej Kasy Chorych z listy klasowych związków zawodowych. W 1923 organizował strajk kolejarzy, a w 1924 strajk powszechny w Rzeszowie. Podczas drugich wyborów do Sejmu był sekretarzem Okręgowego Komitetu Wyborczego Związku Proletariatu Miast i Wsi i pełnomocnikiem listy kandydatów, a w wyborach w 1928 pełnomocnikiem listy komunistycznej „Jedność Robotniczo-Chłopska”. 1933–1936 działał w związkach zawodowych w Warszawie. Kilkakrotnie aresztowany za działalność komunistyczną. W 1939 pracował w lwowskiej fabryce wódek, w której organizował ruch związkowy. W czerwcu 1941 udał się w głąb ZSRR. 1944–1946 działał w Związku Patriotów Polskich w Czelabińsku. W 1945 wstąpił do PPR. W 1946 wrócił do kraju, zmienił nazwisko z Hirsz na Hirszowski i pracował w Komitecie Wojewódzkim PPR, a następnie PZPR, w Katowicach. Był odznaczony Krzyżem Kawalerskim i Komandorskim Orderu Odrodzenia Polski, Medalem 10-lecia Polski Ludowej i sowieckim medalem „za doblestnyj trud”.